# Wilhelm Bierfelder
Wilhelm Hans Bierfelder (* 30. April 1926 in Forchheim; † 8. Februar 2017) war ein deutscher Wirtschaftswissenschaftler. Von 1971 bis 1991 war er Inhaber des Lehrstuhls für ABWL, Innovations- und Organisationsforschung an der Universität Stuttgart.

## Leben
Bierfelder studierte Betriebswirtschaftslehre (Diplom-Kaufmann 1950), Mathematik und Verwaltungswissenschaften und wurde 1951 bei Ernst Meier an der Hochschule für Wirtschafts- und Sozialwissenschaften Nürnberg mit der Dissertation Bedeutung und Grenzen der Mathematik in Statistik und Wirtschafts- und Sozialwissenschaften zum Dr. oec. promoviert.
Im Jahr 1951 wechselte er an die Forschungsstelle für soziale Problematik e. V. in Nürnberg. 1952/53 war er am Department of Scientific and Industrial Research der University of Liverpool und 1955/56 am Institut für Sozialforschung der Johann Wolfgang Goethe-Universität Frankfurt am Main tätig. Von 1957 bis 1962 wirkte er am Deutschen Institut zur Förderung des industriellen Führungsnachwuchses (DIF) in Köln und beriet die OECD; von 1963 bis 1968 war er Forschungsleiter (Systemforschung) in Bonn. Im Jahr 1966 habilitierte er sich mit einer durch Hanns Linhardt betreuten Arbeit (Optimales Informationsverhalten im Entscheidungsprozess der Unternehmung) und wurde Privatdozent für Allgemeine Betriebswirtschaftslehre an der Universität Erlangen-Nürnberg. Von 1968 bis 1971 war er Vorstandsmitglied des Deutschen Instituts für Fernstudien (DIFF) in Tübingen. 1971 wurde er ordentlicher Professor für Betriebswirtschaftslehre mit dem Schwerpunkt Neuerungsmanagement an der Universität Stuttgart (TH). 1991 wurde er emeritiert.
Er war Mitglied der Wilhelm-Vershofen-Gesellschaft. Seine Forschungsschwerpunkte waren Innovations- und Organisationsforschung. Er veröffentlichte in Zeitschriften wie Die Unternehmung, Management International Review, Osteuropa-Wirtschaft und Soziale Welt. Edmund Heinen bezeichnete sein Buch Optimales Informationsverhalten im Entscheidungsprozeß der Unternehmung (1968) als „wertvollen Beitrag zur betriebswirtschaftlichen Entscheidungslehre und zur Nutzenanwendung in der Informationstechnologie in der Wirtschaftspraxis“. In den 1960er und 1970er Jahren arbeitete er an mehreren Studien von Rudolf Warnke des Führungsstabs der Streitkräfte beim Bundesministerium der Verteidigung u. a. zum Unteroffizier und Reserveoffizier mit. 1965 übersetzte er Sociology and the military establishment von Morris Janowitz und Roger W. Little ins Deutsche (Militär und Gesellschaft).
An der Universität Stuttgart wurde durch Bierfelder und seine Frau ab 2011 der Professor-Bierfelder-Preis für die beste Gesamtnote im Fachbereich Wirtschaftswissenschaften ausgelobt. Sein Nachlass befindet sich im Wirtschaftsarchiv Baden-Württemberg in Stuttgart (Universität Hohenheim).

## Schriften
- mit Siegfried Fassbender: Erziehung zum unternehmerischen Handeln. Studienberichte über Weiterbildungsmassnahmen in Frankreich und Grossbritannien (EPA-Projekt 422) (= Veröffentlichungen des Deutschen Instituts zur Förderung des industriellen Führungsnachwuchses. H. 4). Girardet, Essen 1960.
- Optimales Informationsverhalten im Entscheidungsprozess der Unternehmung (= Betriebswirtschaftliche Schriften. H. 25). Duncker & Humblot, Berlin 1968.
- Das Fernstudium im Hochschulwesen. Organisationsmodelle des Hochschulfernstudiums (= Tübinger Beiträge zum Fernstudium. Band 3). Beltz, Weinheim u. a. 1969.
- Zur Didaktik der Betriebswirtschaftslehre. Aktuelle wissenschafts- und mediendidaktische Reflektionen. Betriebswirtschaftlicher Verlag Gabler, Wiesbaden 1973, ISBN 3-409-39281-5.
- (Hrsg.): Handwörterbuch des öffentlichen Dienstes. Das Personalwesen. E. Schmidt, Berlin 1976, ISBN 3-503-01424-1.
- mit Karl-Heinz Höcker (Hrsg.): Systemforschung und Neuerungsmanagement (= Fachberichte und Referate. Band 11). Oldenbourg, München u. a. 1980, ISBN 3-486-24981-9.
- Strategisches Energiemanagement. Steuerungsfähige Strukturen des technischen Wandels. Verlag TÜV Rheinland, Köln 1984, ISBN 3-88585-161-X.
- Innovationsmanagement. Oldenbourg, München u. a. 1987, ISBN 3-486-20496-3. (3. Auflage 1994)